# Bonifacio Álvarez Rodríguez

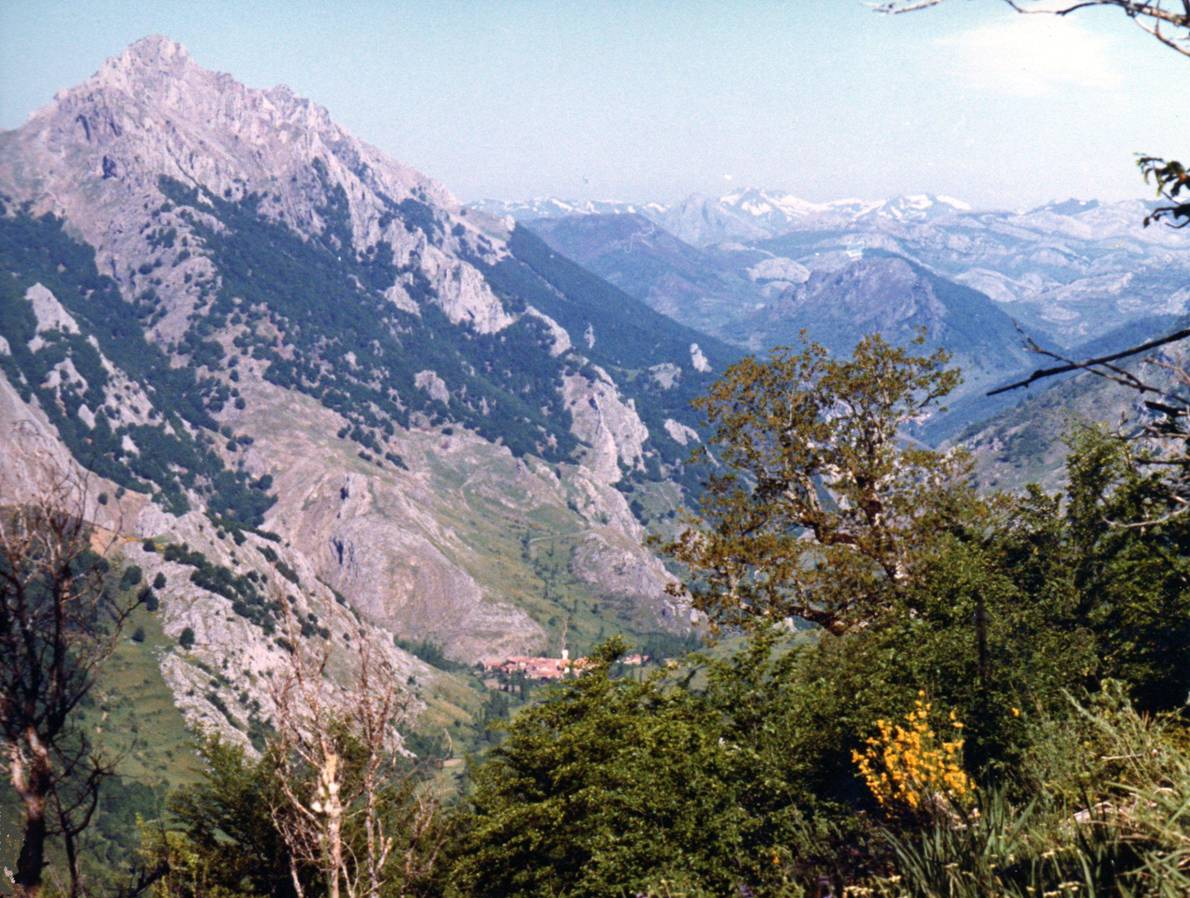
Remolina, un pueblo entre montañas, donde ser pastor era una buena salida.

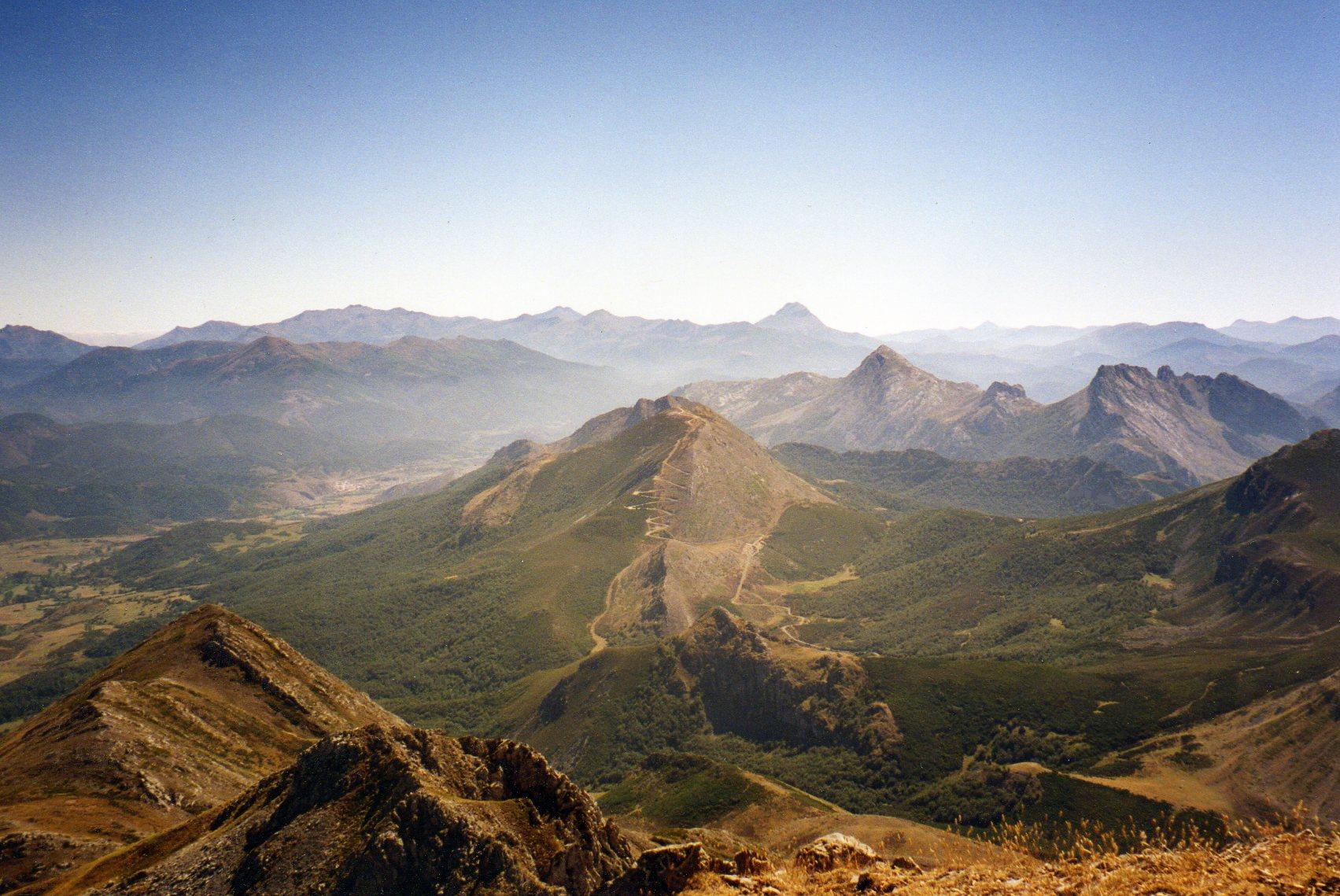
'Montañas y puertos, el hogar de los pastores "serranos".

Bonifacio Álvarez Rodríguez (Remolina, 2 de abril de 1918 - † León, 4 de septiembre de 2013) fue pastor, militar, funcionario y escritor español.

## Biografía
Bonifacio Álvarez Rodríguez nació en Remolina, pueblo de la montaña oriental leonesa muy ligado a los rebaños trashumantes de ovejas merinas.
Descendiente por muchas generaciones de mayorales de cabañas de ovejas finas trashumantes, principalmente de las cabañas de Rojas –Bornos– y Cuesta. Siguiendo la tradición familiar fue pastor trashumante en su infancia y juventud, hasta el inicio de la guerra civil. Tras la guerra ingresó en la Guardia Civil, retirándose como oficial de dicho cuerpo. Funcionario del Servicio Hidrológico Forestal, posteriormente ICONA, hasta su jubilación.
En 1983 se le concedió la cruz de la orden civil al mérito agrícola por su actividad en el ICONA.
Es autor del libro “Memorias de un zagal. Un viaje a la Extremadura leonesa”.

## Memorias de un zagal / Memoria de la trashumancia
Publicado en 1998 con el título “Memorias de un zagal. Un viaje a la Extremadura leonesa”. (Ediciones Leonesas S.A.). Reeditado en 2008, con algunos recortes en el texto, con el título “Memoria de la trashumancia” dentro de la colección Biblioteca Leonesa de Tradiciones (Edilesa y Diario de León).
Escrito a sus 80 años, narra de modo autobiográfico las vivencias de su primer año como zagal de la cabaña de Cuesta, a la edad de doce años. Así, va relatando los preparativos para la marcha hacia Extremadura, el viaje conduciendo los rebaños a pie por las vías pecuarias desde las montañas de León hasta Badajoz, los meses de otoño e invierno en la dehesa de la Sevillana –entre Orellana la Vieja y Esparragosa de Lares–, la vuelta en primavera con los rebaños –caminando y en ferrocarril–, y los meses de verano en los puertos de montaña de la zona de Puebla de Lillo en León y en el hogar familiar de Remolina.
El relato es una referencia de la vida cotidiana de los pastores trashumantes en el primer tercio del siglo XX, así como una guía de los viajes por cañadas, cordeles y veredas, desde las montañas de León hasta Extremadura. Un compendio, en forma novelada, de la vida y el saber de los pastores trashumantes, considerado por algunos investigadores como un libro de especial interés sobre este tema.
El lector puede descubrir en el texto aspectos de la vida del pastor trashumante que probablemente desconocía; por ejemplo, que era frecuente tener que utilizar balsas para atravesar con el ganado los grandes ríos camino de Extremadura, que los pastores hacían calceta, que también tenían cerdos y gallinas, que el cargo de mayoral solía heredarse dentro de la misma familia, que elaboraban quesos en los puertos de verano, que en Extremadura dormían en chozuelos transportables, que cumplían con la mayoría de los preceptos religiosos, que el nivel cultural de los pastores era bastante superior al de los campesinos extremeños, que no era raro encontrar un pastor poeta y muchas otras curiosidades sobre la vida de los pastores que no son fáciles de encontrar en los textos eruditos sobre la trashumancia.
El libro es un recuerdo de aquellos hombres que llevaban y traían los ganados, su cultura, su patrimonio folclórico y las técnicas desarrolladas para enfrentarse a un hábitat hostil; un tipo de vida tan sencillo y pegado a la tierra que hoy nos parece increíble. Como bien dijo el poeta leonés de Vegamián:

"Yo vengo de una raza de pastores que perdió su libertad cuando perdió sus ganados y sus pastos.
Durante mucho tiempo, mis antepasados cuidaron sus rebaños en la región donde se espesan el silencio y la retama...
Ahora apacientan ganados de viento en la región del olvido y algo muy hondo nos separa de ellos.
Algo tan hondo y desolado como una zanja abierta en la mitad del corazón".
Julio Alonso Llamazares

## Los fundamentos de esta historia

### Las ovejas merinas

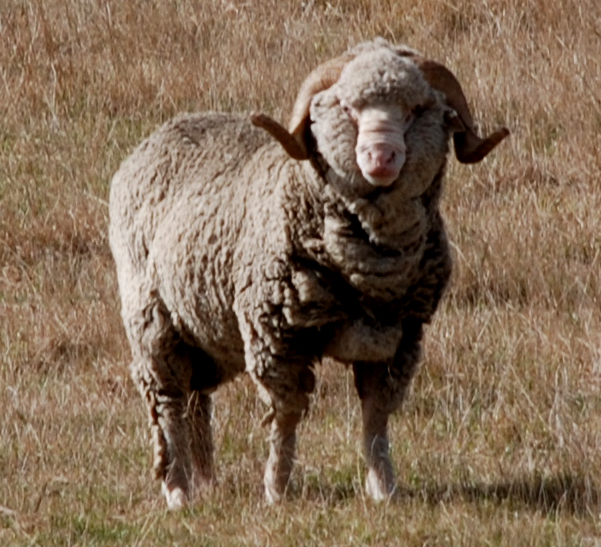
Carnero merino

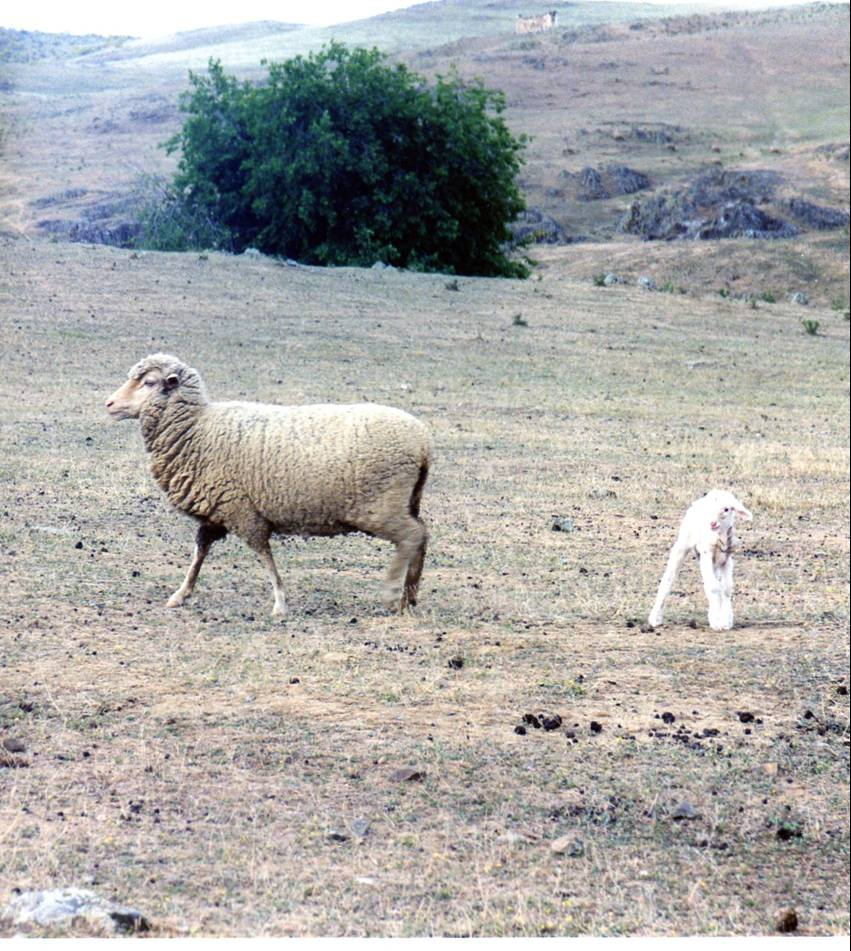
Oveja merina y su cría

Toda esta historia comienza con unas ovejas únicas, las merinas españolas, también llamadas ovejas finas. Lo que hacía excepcionales a estas ovejas era su fina lana, que fue durante siglos la más apreciada para la elaboración textil en los mercados internacionales. Esta producción de lana fue durante siglos una gran riqueza para las arcas del reino de España, lo que motivó el gran apoyo y la protección que se dio a la ganadería merina trashumante. La cabaña real –el conjunto de todos los rebaños del reino– llegó a tener varios millones de ovejas merinas y tanto estas como las agrupaciones pastoriles contaron desde la Baja Edad Media con instituciones –siendo el ejemplo más significativo el Honrado Concejo de la Mesta–, que otorgaban a los pastores diversas prerrogativas y privilegios, como eximirles del servicio militar y de testificar en los juicios, derechos de paso y pastoreo, etc.
"La merina española es de alzada mediana; lana abundante, muy fina, corta y rizada cubre todo su cuerpo, menos las axilas, parte de las bragadas, extremo de la cara y pies… Su forma es más bien redondeada, que larga y plana, el cuerpo ancho, los pies cortos y la piel encendida o sonrosada, lo que se nota mejor después del esquileo. Van cubiertas de lana muy tupida, cuyos filamentos, enroscados en espiral, están impregnados de mucho jugo o jubre, lo que hace que se ensucie con el polvo, y adquiera un aspecto gris, que no desaparece hasta lavarla, en cuyo caso se pone por demás blanca, que es el color propio de la lana de las ovejas merinas de que tratamos. El peso vivo y sin lanas de una oveja en todo su desarrollo es de 27,6 a 32,2 Kg. y el de un carnero de 36,8 a 41,4 Kg. El peso medio del vellón es, para las ovejas de 1,38 a 1,60 Kg. y para los carneros de 2,3 a 2,5 Kg. Las razas leonesa y segoviana son las más notables por la belleza de sus formas, finura y abundancia de su lana, distinguiéndose sin embargo entre ellas algunas variedades en quienes dichas calidades son más marcadas, y aventajándose las primeras a las segundas".
Durante siglos España tuvo el monopolio de las ovejas merinas, que no se podían sacar del país bajo castigo de pena de muerte. Sin embargo, en el siglo XVIII se produjo la salida de España de varios lotes de merinas, unas como regalo de la corona a sus compromisos en Suecia, Sajonia o Francia, otras como resultado de robos puntuales, y otras por negociaciones en tratados –el tratado de Basilea de 1795 entre España y Francia incluía una cláusula oculta que obligaba a España a entregar a Francia 1.000 ovejas merinas y 100 carneros cada año, durante 5 años–. La invasión francesa y la guerra de la Independencia, a principios del siglo XIX, ocasionaron la salida masiva de ovejas. España se quedó así sin la exclusiva de estas excepcionales ovejas y en 1815 se produjo el hecho insólito de que las lanas de merinas españolas cotizasen por debajo de las de Sajonia, dejando de ser las más cotizadas del mundo en los mercados internacionales. La pérdida del monopolio de las ovejas merinas fue muy negativa para las arcas del reino y de sus ganaderos. Sin embargo, pudo ser positiva para la oveja merina española, que se extendió y conquistó el mundo entero, ansioso de poder disponer de su preciada lana y que, en algunos casos, con la selección de los animales, llegó a mejorar sus ya excepcionales cualidades. En el siglo XVIII llegó a haber cerca de seis millones de merinas en España, mientras que en los datos censales de 2017 quedaban menos de 150.000, estimándose su población mundial actual en unos 250 millones de ejemplares. Todas las ovejas merinas del mundo proceden del tronco común español, por lo que podemos decir que todas las merinas tienen sangre española.

### La trashumancia

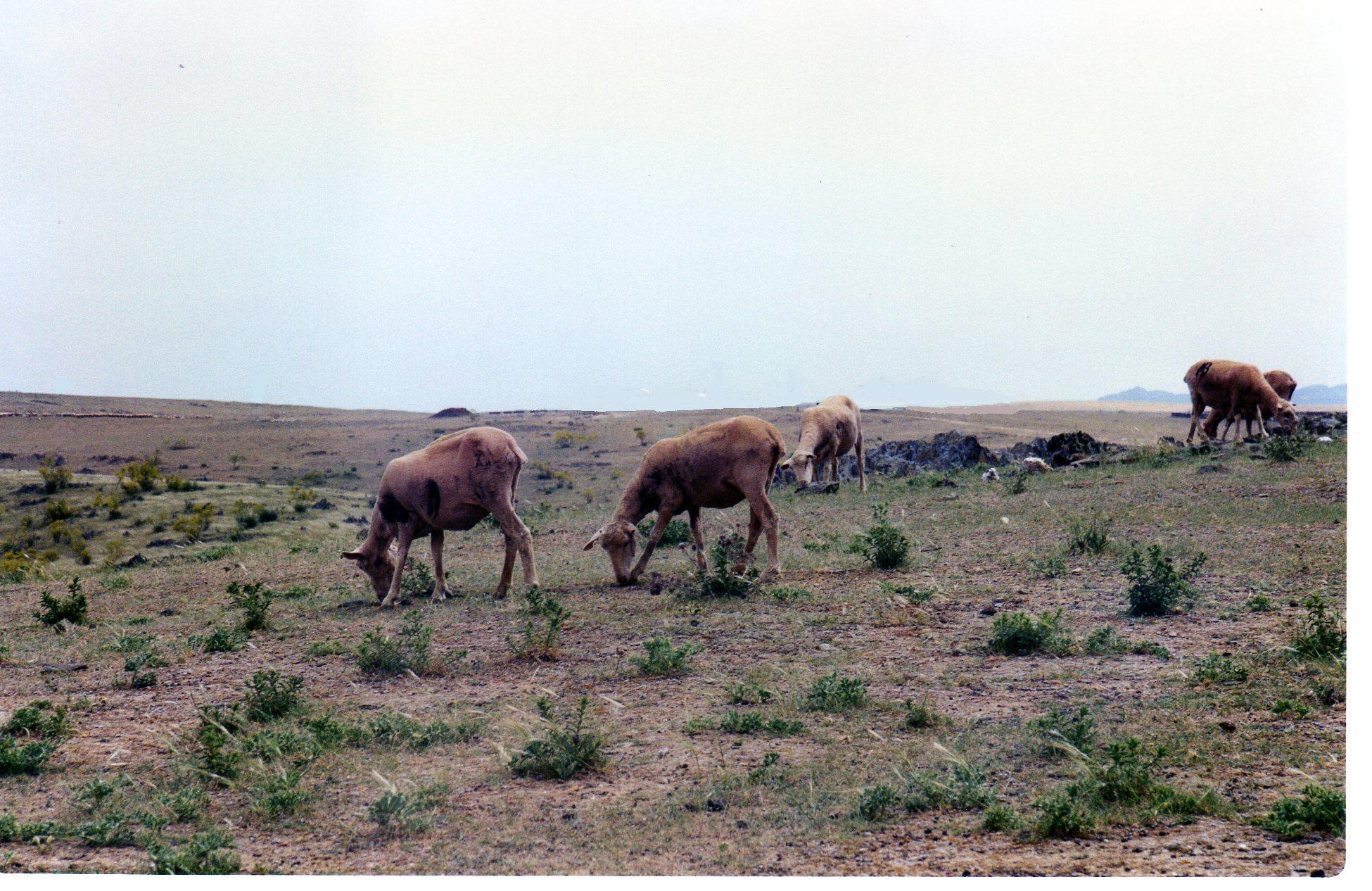
En verano el sol abrasa los pastos de Extremadura

La imposibilidad de mantener los pastos para el ganado durante todo el año obligaba a tener los rebaños en un lugar durante el verano y desplazarlos a otro durante el invierno, estando así motivada la trashumancia por el clima extremo del país que obligaría a llevar a los grandes rebaños en busca de pastos de una a otra zona. Además, se pensaba que la finura de la lana procedía, al menos en parte, de la trashumancia y que si las ovejas dejaban de practicarla, en un par de años la lana perdía su finura. También son posibles en un inicio, en la época de la Reconquista, motivos de tipo militar o estratégico, para ir así ocupando los terrenos conquistados o las zonas de nadie.

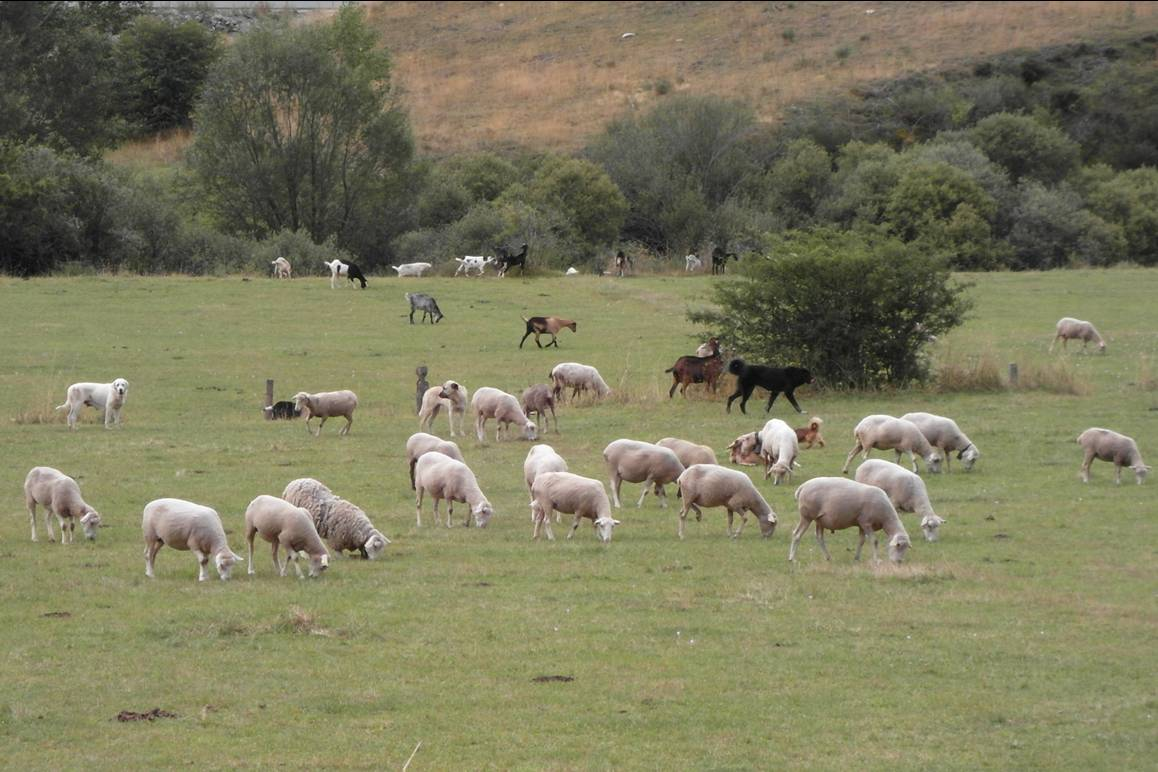
Verano en la montaña

Los pastores “serranos” leoneses practicaban la trashumancia de larga distancia. Pasaban los veranos en las montañas de León y los inviernos en dehesas de Ciudad Real y de Extremadura, distantes 600-700 km de los puertos de origen. En jornadas de 20-25 km al día tardaban de 25 a 30 días en llegar a su destino, dependiendo de la climatología, los pastos –las ovejas debían ir pastando a la vez que iban avanzando–, o de si las ovejas iban con lana o esquiladas. Para hacerse una idea más actual, los pastores hacían el equivalente al Camino de Santiago andando dos veces al año, con el suplemento de tener que ocuparse de llevar a buen término un rebaño de unas 1200 ovejas, sin albergues donde dormir ni mesones donde comer, haciendo guardias nocturnas para vigilar el ganado, y aguantando las inclemencias del tiempo que sobreviniesen.

### Las cañadas

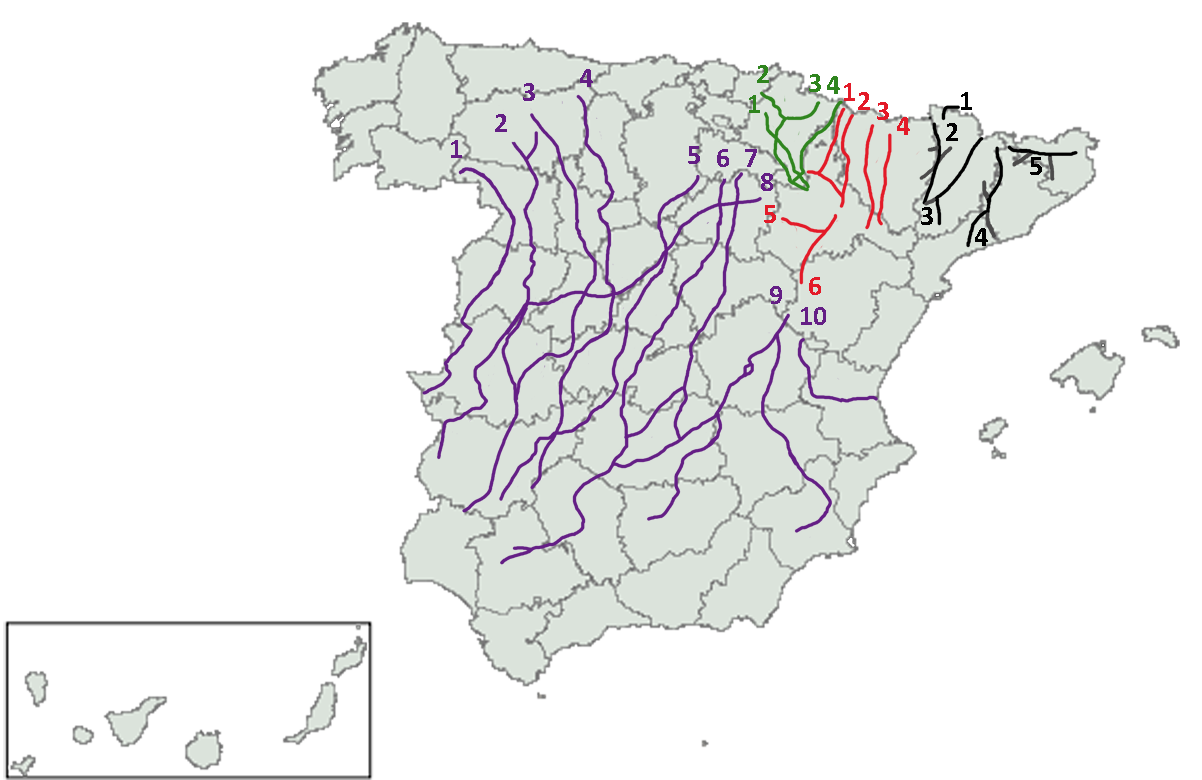
Principales vías pecuarias de España.

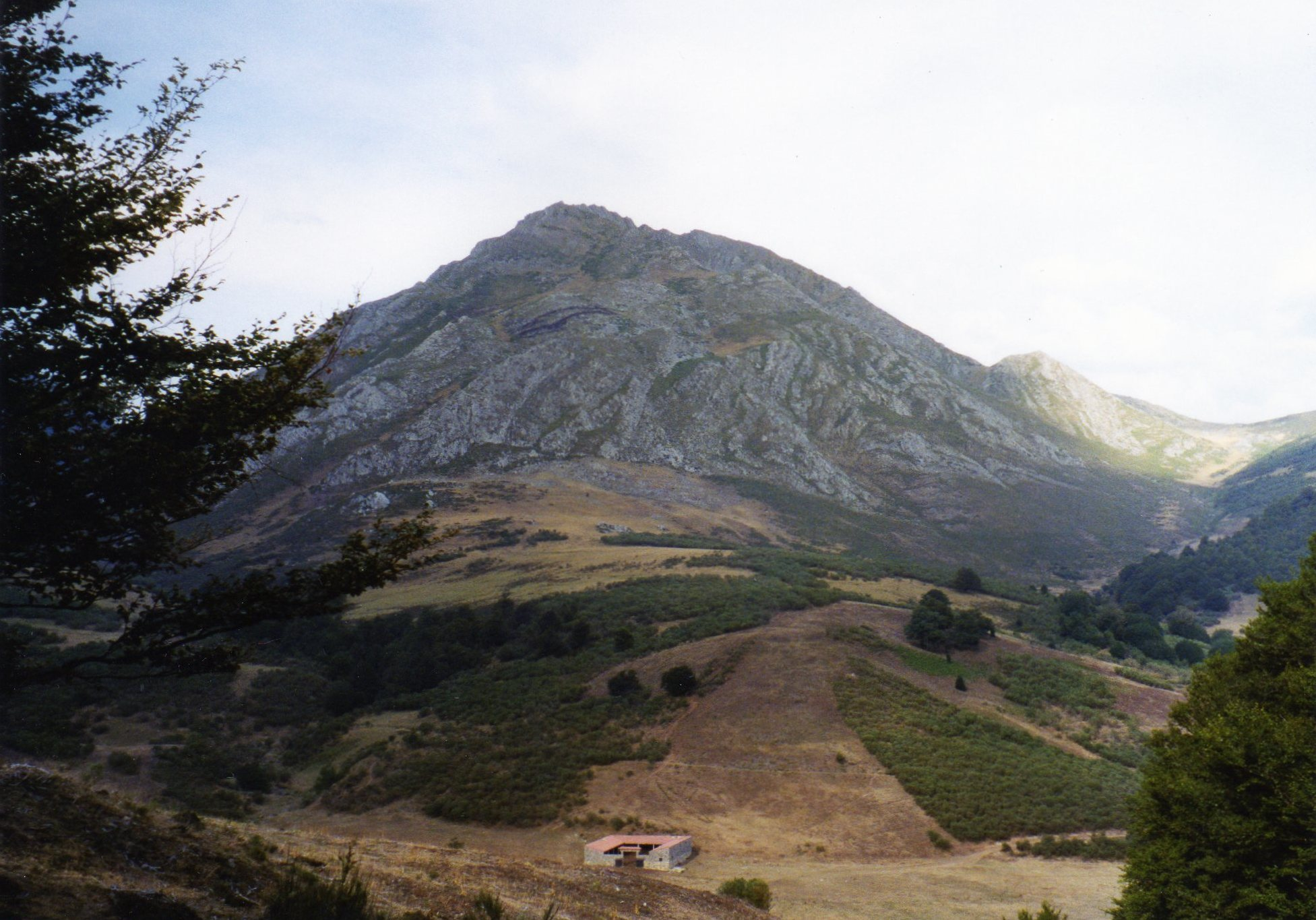
Peña Ten y valle de Valdosín en la Uña (León). Inicio de la Cañada Real Leonesa Oriental

Para poder llevar a cabo todo este trasiego de animales, se desarrolló una extensa red de caminos específicos o vías pecuarias, de las que aún se conservan más de 125.000 km., formadas por caminos de distinta categoría, incluyendo cañadas reales, cordeles y veredas, así como coladas transversales para la comunicación entre ellas.
De las montañas de la zona de Riaño en León parte la Cañada Real Leonesa Oriental, por donde comienza el viaje de Bonifacio Álvarez, aunque después buena parte del camino lo hacen por la Cañada Real Leonesa Occidental, incorporándose de nuevo en la provincia de Toledo a la oriental, que siguen ya hasta el final del trayecto. En 1852 el marqués de Perales, entonces presidente de la Asociación de Ganaderos del Reino, nombró visitador extraordinario a un pastor de su cabaña, llamado Juan Manuel Escanciano, natural de Tejerina, con el encargo de reconocer y describir la Cañada Real Leonesa Oriental. Esta vía pecuaria, con unos 750 km. es una de las más largas de las cañadas reales españolas. Así describe JM Escanciano los inicios de dicha cañada en la montaña oriental de León, situando dos comienzos, uno en Anciles y otro en La Uña:
1. "Empieza este camino pastoril por un apartadero o pasada para los ganados, que atraviesa por los términos de Anciles (Ayuntamiento de Riaño), Huelde (Ayuntamiento de Salamón), Remolina (Ayuntamiento de Villayandre), La Red (Ayuntamiento de Renedo de Valdetuejar), Villa del Monte. Cuya pasada o apartadero se une con la Cañada principal en término de Prioro, como adelante se dirá".
2. "La Cañada real de noventa varas cruza por términos de La Uña (Ayuntamiento de Acebedo), Maraña, Acebedo, Lario, Burón, Escaro, Riaño, Pedrosa de la Vega, Salio. Pasa la Cañada por la población citada de Pedrosa, y por el puente del río que viene de tierra de la Reina. Subida del puerto del Pando, para venir a Prioro, el cual tiene más de una legua de travesía; hasta llegar a lo alto de las Lomas, donde se une esta Cañada con la pasada o apartadero antes referido, que baja de Anciles: juntándose también en dicho sitio el término de la Villa del Monte y el de Prioro".[12]

### Las grandes cabañas

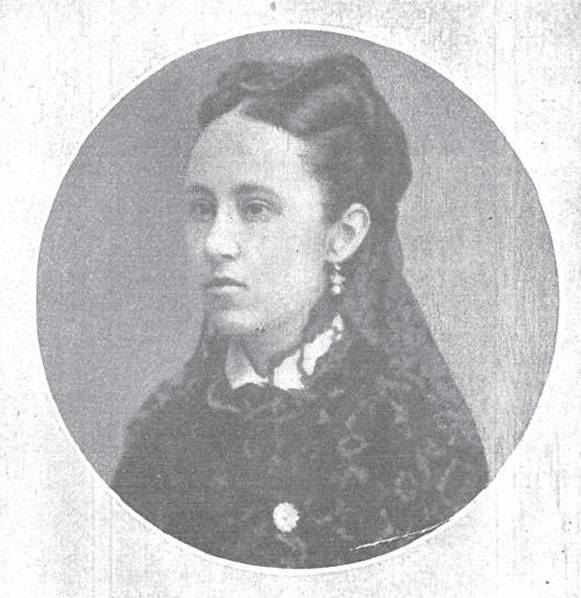
María Asunción Ramírez de Haro (XII condesa de Bornos). Propietaria de la cabaña de Rojas a finales del siglo XIX y principios del XX.

En la época en que se sitúa el libro “Memorias de un zagal”, –año cabañil de 1930-1931– el Honrado Concejo de la Mesta ya había sido abolido hacía casi 100 años y el precio de la lana española se había derrumbado en los mercados hacía otro tanto. Seguían manteniéndose algunas de las cabañas ganaderas más importantes, como negocios escasamente rentables, mantenidos más bien por tradición y prestigio familiar, o en espera de tiempos mejores que ya nunca llegaron. Sin embargo, pese a que el negocio había cambiado, la vida, costumbres, cultura y tradiciones se mantenían más o menos inalterables desde siglos atrás. 
Los propietarios de las grandes cabañas solían ser personas de la nobleza (condesa de Bornos, duque del Infantado, marqués de Perales del Río, marqués de Iturbieta…) y órdenes eclesiásticas (monasterio de El Escorial, monasterio de El Paular, monasterio de Guadalupe,…). En la montaña leonesa oriental, en los tiempos en que transcurre el libro “Memorias de un zagal”, las principales cabañas ganaderas eran la de Rojas –unos años antes llamada cabaña de Bornos–, la del marqués de Perales y la de Cuesta. El libro transcurre en una de estas cabañas, la cabaña de Cuesta. En el primer tercio del siglo XX, las cabañas de Rojas/Bornos y Perales trasladaban a las montañas de León de 10.000 a 15.000 ovejas y la de Cuesta unas 5.000 –muchas menos que a finales del siglo XVIII y principios del XIX, cuando la cabaña de Rojas/Bornos había llegado a tener más de 45.000 cabezas y la de Perales más de 30.000–.
Las cabañas ganaderas de merinas en España estaban en claro declive en la primera mitad del siglo XX y otros países, como Alemania, Francia, Inglaterra, Australia, Nueva Zelanda, Sudáfrica o Argentina, habían pasado a ocupar el puesto en la élite de la producción lanera, que siglos atrás nadie disputaba a España. A los problemas referidos previamente, hay que añadir el enemigo que las ovejas merinas tenían en su propia casa, por los conflictos de intereses existentes entre la ganadería trashumante, y sus privilegios, y la necesaria expansión de la producción agraria. La hostilidad de los campesinos hacia los rebaños convirtió en algunos tiempos a la trashumancia en una profesión de elevado riesgo, como lo demuestra la Real Orden de 1824 que establecía la concesión gratuita de licencia de armas a los pastores trashumantes. Los rebaños tenían que desplazarse custodiados por pastores armados. Mientras tanto, algunos de los países señalados, como Australia, pasaron a considerar a las merinas como patrimonio nacional –merinas que, como se ha dicho, tienen sangre española–.

## Los protagonistas de “Memorias de un zagal”

### Los pastores

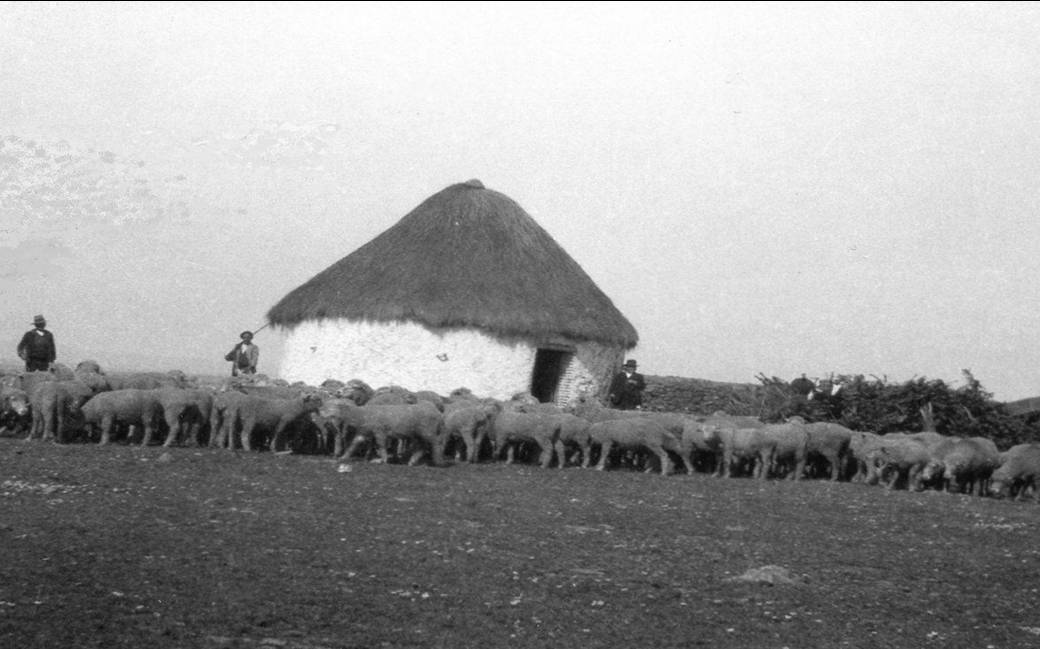
Antiguo chozo, ovejas y pastores.

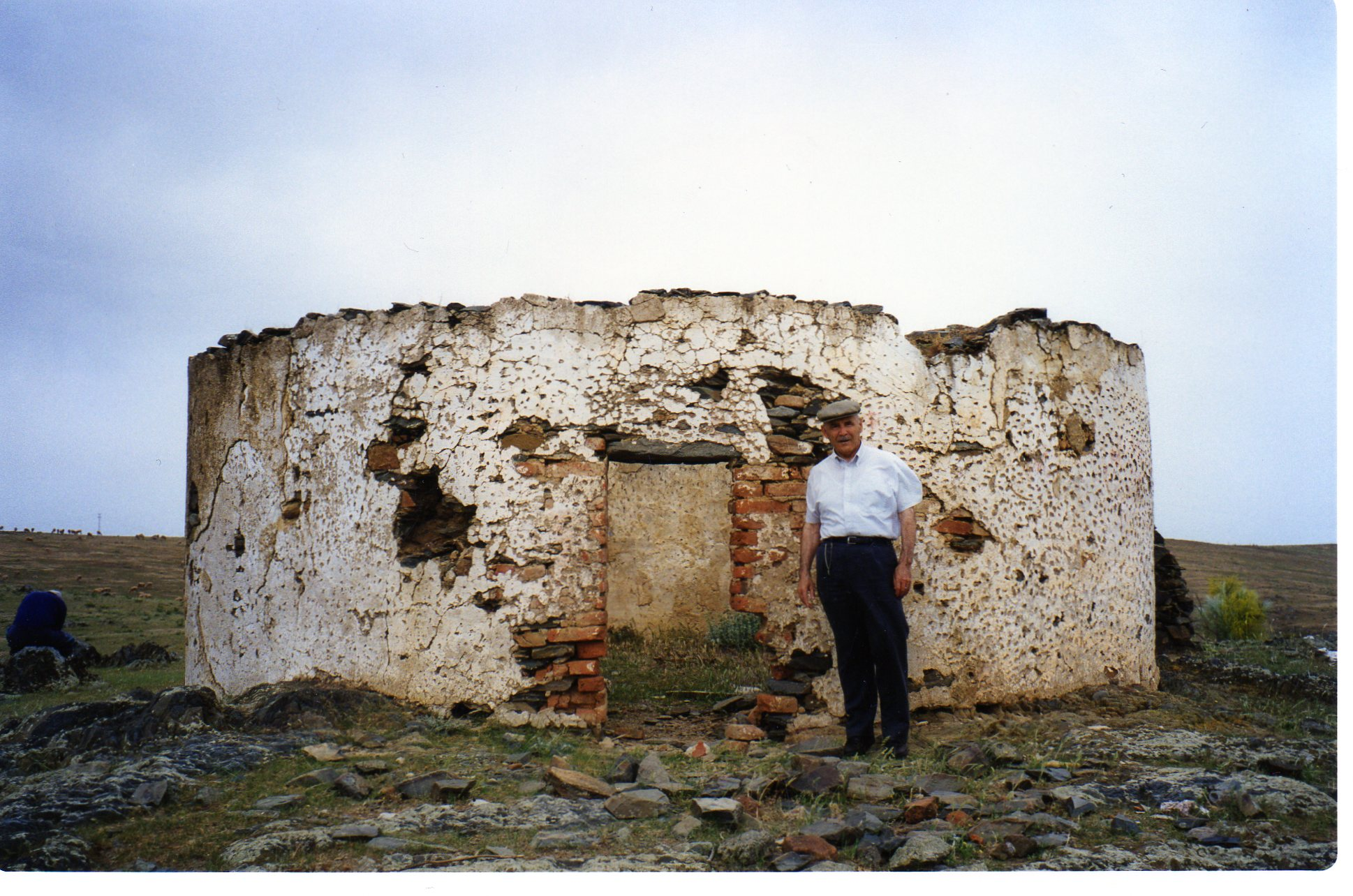
Ruinas del chozo de la Sevillana. Restos de una cultura casi milenaria.

La vida del pastor trashumante estaba llena de dificultades, como se nos refiere en este relato que sobre la vida del pastor se hace en Noticias sobre la cabaña de Bornos en 1878: "Asendereada por lo demás es la vida de los pastores de ganado trashumante leonés... Trashumando el ganado, en lo cual invierten á raya de tres meses, viven constantemente noche y día á la intemperie, sin albergue de ningún género, y sólo durante la invernada se cobijan en un pobre chozo situado en la dehesa, donde pasta cada uno de los rebaños... Sin embargo, estos hombres, lejos de ser infelices, encuentran hasta la dicha y bienandanza en este género de vida… Saben casi todos ellos leer y escribir, y aun algo de cuentas, y matan el ocio, cuando las faenas pastoriles no les ocupan, labrando algunos utensilios de su oficio, haciendo calceta, o entendiendo en cosas útiles o provechosas".
Para la gestión y organización del pastoreo trashumante existía una organización jerárquica, casi militar, en la que cada componente tenía cometidos concretos, tanto en los puertos de verano, como en los caminos o en la invernada. El mayoral era el jefe supremo y responsable máximo de la cabaña –conjunto de rebaños de una ganadería–. A su cargo directo tenía a los rabadanes, que eran los encargados de cada rebaño, y que, a su vez, tenían a su cargo al resto de los pastores –compañero, ayudador, persona, sobrado y zagal, de mayor a menor categoría–.
Los pastores de más categoría –mayorales y rabadanes–, de las cabañas de la montaña oriental de León, casi procedían en exclusiva de tres pueblos, Remolina, Tejerina y Prioro, y de dicha zona de la montaña de Riaño eran la totalidad de los pastores. Durante siglos estos pastores se habían especializado en el cuidado de las ovejas finas, habían asumido como aceptable pasar muchos meses al año lejos de su familia y tenían los conocimientos y el valor necesarios para lanzarse a recorrer con los rebaños 600 o 700 km, atravesando a pie media España. 
La vida del pastor era sacrificada y austera en extremo. En compensación a tanto esfuerzo y sacrificio, los pastores obtenían algunos beneficios. En los pueblos donde había pastores había dinero porque, además de los ingresos por su trabajo en la cabaña, la familia del pastor mantenía en la montaña sus propios animales y cultivaba la tierra, de forma que lo que se ganaba en la cabaña prácticamente se ahorraba en su totalidad. El salario de los pastores incluía un sueldo en metálico y los beneficios que producía la “escusa” –animales propiedad del pastor, ovejas, cabras y yeguas, que se les permitía tener dentro del rebaño de la cabaña y sin tener que pagar por ello–. Tanto el sueldo como la “escusa” eran mayores o menores en función de la categoría profesional y los beneficios de la “escusa” habitualmente eran superiores a lo percibido en metálico. La “escusa” era así una especie de participación de los pastores en la empresa ganadera, que les estimulaba a esmerarse en el cuidado del ganado, que también era su ganado. Además de estos ingresos, la cabaña proporcionaba a todos los pastores el pan (una ración diaria de 1 kg por pastor), así como aceite, vinagre y sal. También pagaba la cabaña el médico y las medicinas en caso de enfermedad del pastor y, si se producía una enfermedad grave de algún familiar, se le abonaban los viajes y el sueldo completo, conservándole el puesto de trabajo. En la cabaña de Rojas, los pastores fijos de la cabaña recibían pensión en caso de invalidez o ancianidad, lo mismo que sus viudas, lo que era un avance social muy notable en la época.

### Los mastines

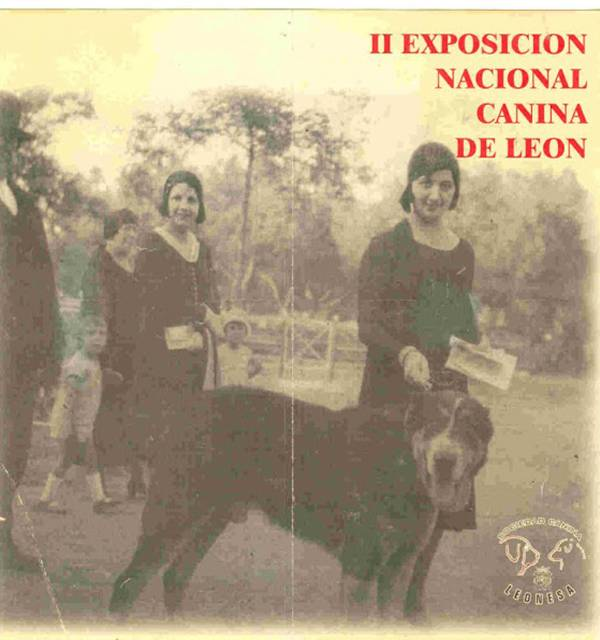
Cartel anunciador de exposición de mastín leonés en 1927

"No hay pastor sin zurrón, ni rebaño sin mastín", dice el refrán. Los mastines eran parte fundamental del rebaño para la defensa contra el lobo y el oso, así como para evitar robos de ganado. Un rebaño sin mastín era un rebaño perdido. Los perros de los rebaños trashumantes sólo servían para la defensa, no estando contemplada la existencia de los perros pastores o careas, de los utilizados para dirigir al ganado. Estaban a sueldo -mantenidos- por la cabaña, teniendo estipulada una ración de 1 kg de pan al día -igual ración que la de los pastores-, que se les daba repartida en dos raciones, por la mañana y por la tarde. El número de mastines solía ser de cinco por rebaño, uno con cada pastor.
Los mastines leoneses son de talla crecida, fuerte armazón y pocas carnes. Tienen mucha ley al ganado y a los pastores de su rebaño; fuera de estos, son con los demás fieros y agresivos, para lo que les favorecen mucho sus desmedidas fuerzas y valor, cualidades muy necesarias en los encarnizados combates que durante la invernada sostienen con los lobos, y en las sangrientas luchas que en las montañas de León traban con los osos. Para proteger su punto flaco, que es el cuello, lo llevan cubierto con un collar erizado de puntas de hierro, llamado carlanca. Al mastín leonés se le puede confiar un rebaño cuando tiene un año de vida. Si hay varios mastines se distribuyen en torno a la majada y, si salen corriendo a los lobos, siempre hay uno que se queda al cuidado del rebaño. Cuando hay alguna oveja herida el mastín no se separa de ella hasta que la recoge el pastor. La vida del mastín leonés es corta y a los siete u ocho años ya son viejos, estando afectados sobre todo por la sordera.
Así comienza el relato Bonifacio de la primera noche en el puerto de Tronisco: “Aquella noche estuvimos casi en vela los tres. Los dos mastines que nos fueron adjudicados, Lan y Cucudelo, no pararon de ladrar, haciendo frecuentes salidas hacia una zona de terreno cubierta de brezos, en dirección a un alto que daba vista al pinar de Lillo, madriguera de osos pardos, según nos habían indicado en Cofiñal”.

### Los mansos y sus cencerros

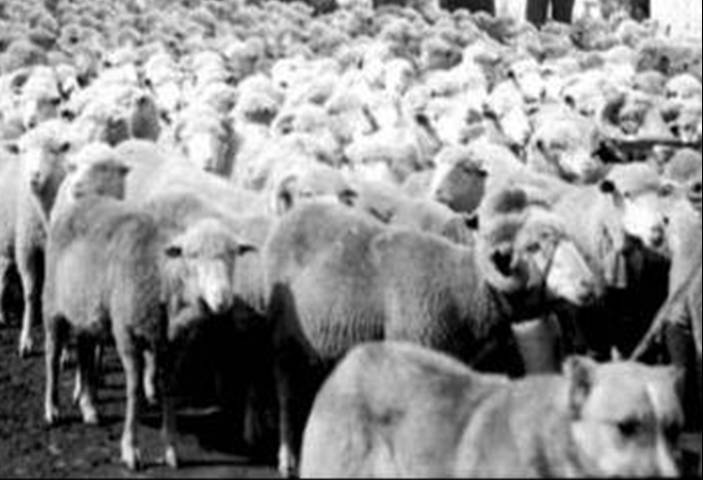
Manso con su cencerro dirigiendo el rebaño.

Poner en marcha y dirigir por las cañadas a un rebaño de 1.200 ovejas no era tarea fácil, exigía conocimientos y experiencia. Para facilitar esta labor entraban en función los mansos, carneros castrados, con grandes cencerros, que servían de guía al rebaño. Solían ser carneros de gran tamaño, hijos de madres punteras –aquellas que suelen ir en la parte delantera del rebaño–. Debían estar castrados para evitar que cubriesen a las ovejas. Los mansos con sus grandes cencerros −cuanto más grandes fuesen mejor– eran, además, un símbolo de poderío del rebaño, como se decía en el cantar pastoril: “La gala de un rabadán es llevar buenos cencerros, buenos mozos, buenos mansos y acarlancados los perros”.
Nos lo cuenta Bonifacio Álvarez: “Valeriano, por su empleo y categoría, fue el primero en ponerse en marcha. Dio un silbido potente, sin necesidad de meter los dedos en la boca y los mansos salieron presurosos hacia él, originando un estruendo con los grandes cencerros colgados al cuello. Uno tras otro fueron saboreando el trocito de pan que el pastor ponía en su boca. Al instante, todo el conjunto, cabras, ovejas, burros, caballo y perros se pusieron en movimiento”.

### La comida
La comida de los pastores era frugal en extremo. Dos comidas al día: una antes de soltar el ganado y otra a la vuelta de los pastos, consistiendo ambas en unas sopas, condimentadas en el histórico caldero, sin más adobo que el sebo de las reses, unos ajos, sal y una buena ración de pimentón. Estas sopas, y el pan, que se les daba en abundancia, eran su casi exclusivo alimento. Las célebres migas, la chanfaina, la fritada, la caldereta y otros primores de la cocina pastoril se reservaban para grandes días.
La comida representa uno de los aspectos más importantes, casi obsesivos, del libro "Memorias de un zagal". Bonifacio Álvarez nos cuenta lo que comían los pastores casi cada día, dándonos anotaciones de cómo se hacían los diversos platos, las sopas, la chanfaina, la caldereta, la fritada, las migas y las migas canas, la elaboración de quesos…, lo que se comía en las dehesas, en las majadas y en el pueblo, lo que se comía a diario y los días de fiesta. La dieta básica de los pastores en su relato sigue siendo sopas para desayunar y sopas para cenar. Sopas que en las dehesas se elaboraban con aceite de oliva y en las montañas y en los caminos con sebo. 

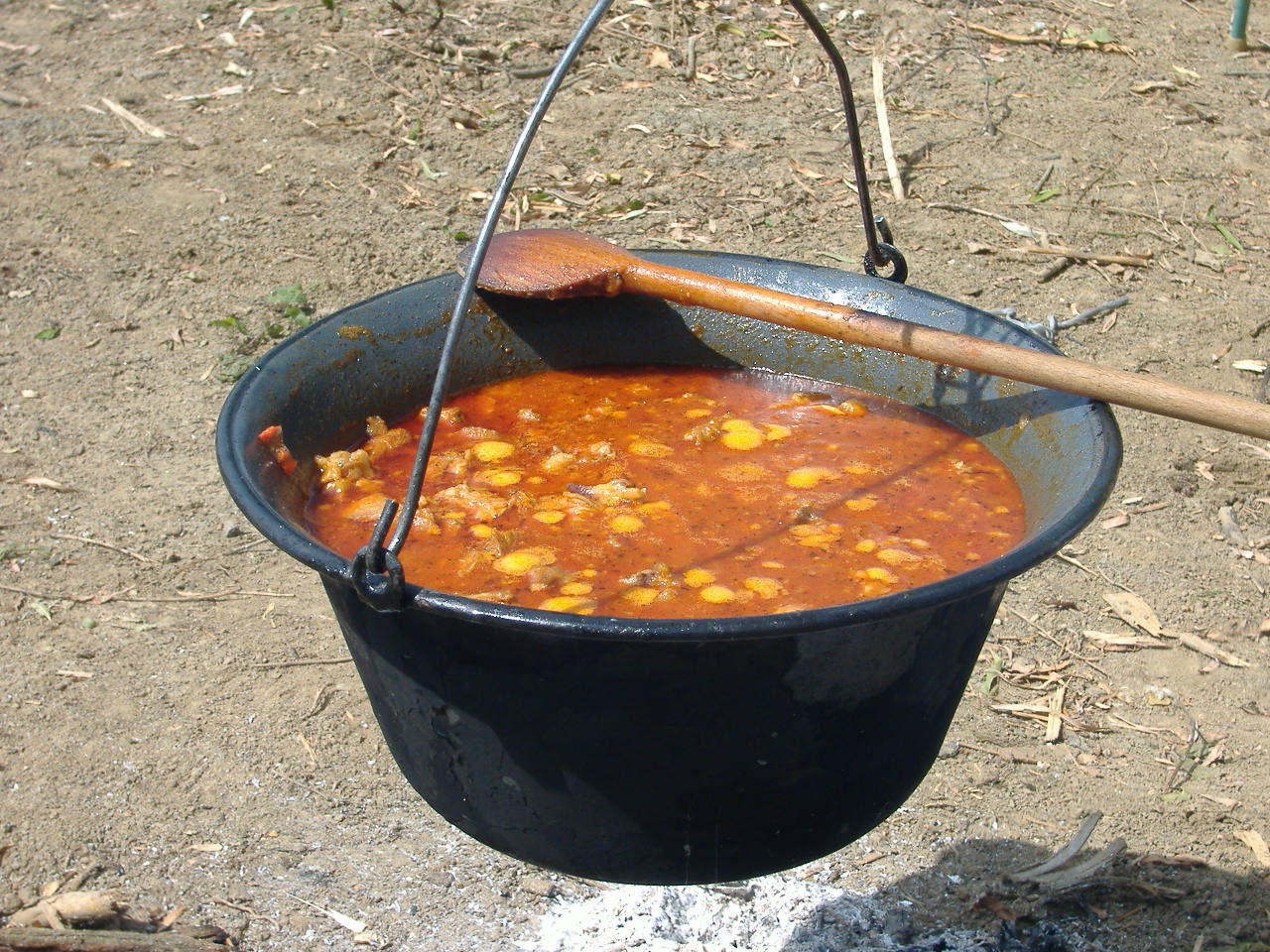
Sopas en caldero. Así las hacían y comían los pastores

"Al disponer de leña y agua, acordaron cenar caliente… Vaciamos el agua del caldero en la hortera, y colocamos aquél sobre la lumbre hasta que la humedad del agua desapareció. Una vez completamente seco fuimos cortando gruesas rebanadas de un panal de sebo, que se fueron disolviendo en el fondo del recipiente. Cuando ya olía a sebo derretido, echamos sobre la grasa el pimentón y un poquito de agua. Con el caldero cogido por el asa se hacía entonces un suave balanceo para que el pimentón se requemase, resultando así un refrito que despedía un olor agradable. Conseguido esto se vertía el agua de la hortera, se añadía la sal necesaria y se colocaba de nuevo el caldero sobre la lumbre. Mientras tanto el tío Victoriano el ayudador, iba rebanando unas finas láminas de pan. Por mi parte cogí un mortero de madera, quité la cáscara a dos dientes de ajo y los machaqué hasta deshacerlos. Cuando el caldo comenzó a hervir con el cucharón de madera hice una prueba de su sabor… Valeriano no satisfecho por mi poca experiencia, me arrebató el cucharón de las manos y repitió cuanto yo había realizado. Está bien, pinche –dijo–, ya puedes echar el ajo. Retiré el caldero del fuego, con el cucharón llené de líquido el mortero y vacié todo el contenido sobre el caldo. Sólo restaba mojar las rebanadas de pan. El tío Victoriano me dio la hortera con todo su contenido que fui echando en el caldero de forma que quedasen las rebanadas bien cubiertas".
Sin embargo, en el relato de Bonifacio la dieta de los pastores es un poco más variada. Además de las consabidas sopas por la mañana y por la noche, los pastores solían llevar algo en su morral para comer al mediodía, mientras estaban cuidando al ganado, habitualmente pan con tocino. También tenían algunas gallinas de su propiedad, lo que les permitía hacerse tortillas o huevos cocidos para acompañar al pan. Además, dependiendo de las actividades pastoriles, podían ocasionalmente al mediodía cocinar algún cocido de garbanzos o arroz, acompañados de bacalao, alimentos que les eran proporcionados por el propietario de la ganadería como aguinaldo en Navidad.

### La familia

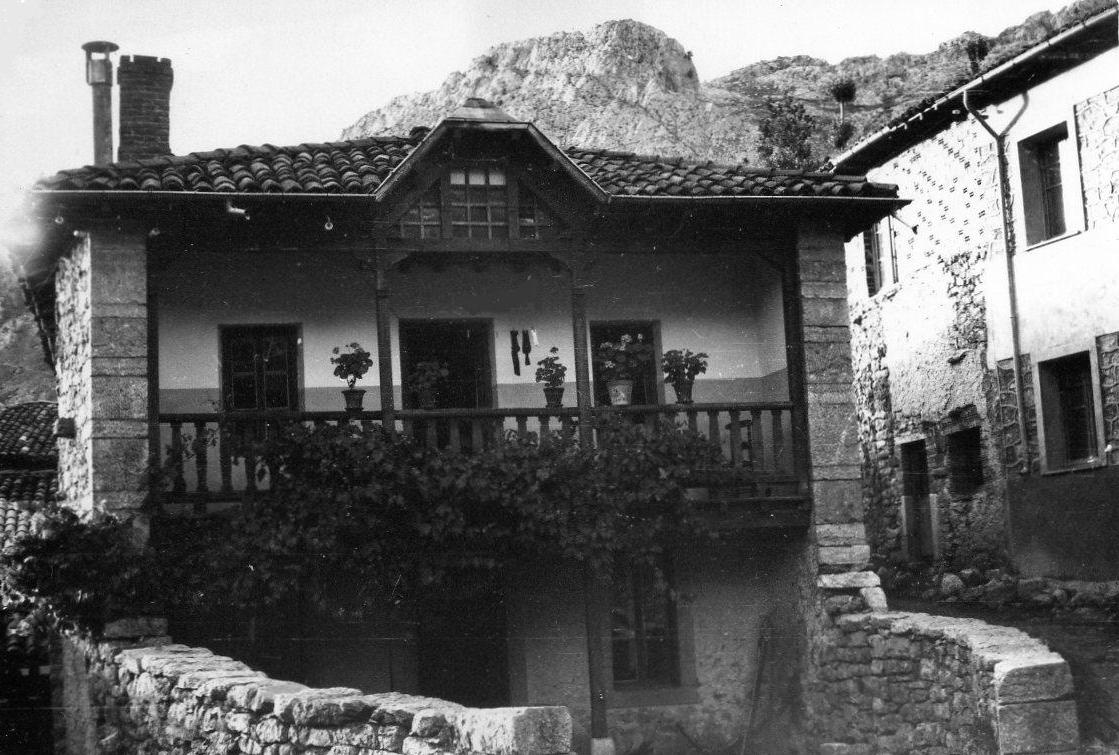
Casa familiar en Remolina.

La vida de los pastores y su familia era muy sacrificada y dura. Pasaban alejados siete u ocho meses al año, y en los tres o cuatro meses que estaban en los puertos de montaña debían hacer turnos entre casa y la majada, alternándose en el cuidado del ganado. Como bien decía el refrán “Mujer pastoril en marzo, mayo o abril”, refiriéndose a los meses en que las mujeres de los pastores podían dar a luz sin que se activasen las alarmas. No era menos sacrificada la vida de las mujeres, que debían quedarse en el pueblo al cuidado de los hijos y de la hacienda familiar. Tanto tiempo separados de la familia se traducía en los pastores en una continua añoranza de la esposa, los hijos o los padres, que estaban en sus pensamientos en cada momento.

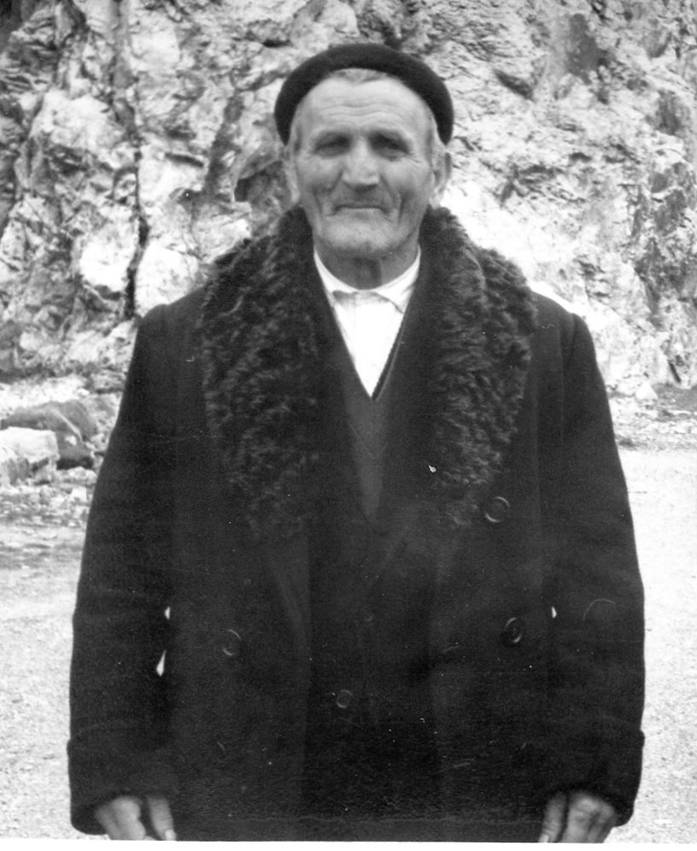
Virilo Álvarez Rodríguez. Padre de Bonifacio Álvarez y mayoral de la cabaña de Cuesta.

"El sueño tenía que vencerlo a fuerza de caminar dando vueltas alrededor del rebaño. Me estaba acostumbrando a soñar despierto. Aún estábamos a mediados de octubre y yo ya estaba pensando en volver a casa en el mes de mayo, cargado de regalos para mis hermanos, en especial caramelos y piñones. Mis hermanos mayores me esperarían en el Collado Cueto, y mi madre con los pequeños estarían en el Codejal. Así fui pasando la velada hasta ser relevado". Y después el encuentro real: "En la Presona nos esperaban Nila, Luisa y Santiago. Mi madre y Timia habían quedado en casa con Gabriel, el más pequeño de los hermanos. Aurelio, el hermano mayor, aún no había regresado del seminario… Como mi padre se adelantó, cuando llegué a casa ya me esperaban en el corral Gabriel, Timia y mi madre. El saludo fue emocionado, tierno el abrazo y sonoro el beso. Timia daba saltos a mi alrededor, esperando ver unas medias de colores que yo le había tejido durante el invierno. Les repartí unos puñados de piñones que empezaron a cascar con piedras en uno de los poyos que había delante de la casa para sentarse".
En realidad, también podemos decir que el declive de las ovejas merinas en España, que inicialmente fue una pérdida notable para los pastores, a medio y largo plazo fue un beneficio para ellos, pues les obligó a buscarse otros medios de vida no tan extremos, como es el caso de Bonifacio Álvarez. Quedan para el recuerdo las “Coplas a la despedida de Muza del pastoreo”, escritas por Ibo, un pastor de Lario, que relatan cuando un pastor de Remolina llamado Marcelino –Muza– harto de tanta penalidad y alejamiento de la familia decide dejar el pastoreo y volverse al pueblo. Va despidiéndose de los otros pastores, regalándoles sus pertenencias pastoriles. Unos y otros le dicen que no sea insensato y que lo piense mejor, a lo que él va respondiendo con el estribillo: "Yo me voy para mi pueblo / porque proyectado tengo / desmatar el Escobalín / y en el hacer un huerto".